# Gary Lucchesi
Gary Lucchesi, född 4 januari 1955 i San Francisco i Kalifornien, är en amerikansk filmproducent. Han var tidigare även ordförande för Lakeshore Entertainment och Producers Guild of America. Efter att ha gått ut Sacred Heart Cathedral Preparatory i hemstaden San Francisco år 1973 började han studera på UCLA i Los Angeles, där han avlade examen i historia år 1977.
Lucchesi började sin karriär som agent på William Morris Agency och representerade då skådespelare som Susan Sarandon, Kevin Costner, Michelle Pfeiffer och John Malkovich. Lucchesi var både vice VD och senior vice produktionschef på TriStar Pictures, innan han blev produktionschef på Paramount Pictures. Efter sin tid på Paramount grundade han Gary Lucchesi Productions, där han producerade den Oscarsnominerade filmen Primal Fear. Han var även VD för Andrew Lloyd Webbers Really Useful Film Co., där han producerade filmatiseringen av musikalen Cats. År 1997 blev han ombedd av Tom Rosenberg att driva Lakeshore.

## Filmografi (i urval)
Lucchesi var producent i alla filmer om inget annat anges.

### Film
| År   | Film                           | Kredit             | Noter             |
| ---- | ------------------------------ | ------------------ | ----------------- |
| 1992 | Jennifer 8                     |                    |                   |
| 1995 | Virtuosity                     |                    |                   |
| 1995 | Tre önskningar                 |                    |                   |
| 1996 | Primal Fear                    |                    |                   |
| 1998 | Cats                           | Exekutiv producent | Direkt till video |
| 1998 | Just the Ticket                |                    |                   |
| 1999 | Runaway Bride                  | Exekutiv producent |                   |
| 2000 | Passion of Mind                | Exekutiv producent |                   |
| 2000 | Det näst bästa                 | Exekutiv producent |                   |
| 2000 | Höst i New York                |                    |                   |
| 2000 | The Gift                       |                    |                   |
| 2002 | Mothman                        |                    |                   |
| 2003 | The Human Stain                |                    |                   |
| 2003 | Underworld                     |                    |                   |
| 2004 | Wicker Park                    |                    |                   |
| 2004 | Madhouse                       | Exekutiv producent |                   |
| 2004 | Suspect Zero                   | Exekutiv producent |                   |
| 2004 | Million Dollar Baby            | Exekutiv producent |                   |
| 2005 | The Cave                       |                    |                   |
| 2005 | Besatt                         |                    |                   |
| 2005 | Æon Flux                       |                    |                   |
| 2006 | Underworld: Evolution          |                    |                   |
| 2006 | She's the Man                  | Exekutiv producent |                   |
| 2006 | Crank                          |                    |                   |
| 2006 | Pakten                         |                    |                   |
| 2006 | The Last Kiss                  |                    |                   |
| 2006 | The Dead Girl                  |                    |                   |
| 2007 | Blood & Chocolate              |                    |                   |
| 2007 | A Cup of Love                  |                    |                   |
| 2008 | Miraklet med Henry Poole       |                    |                   |
| 2008 | Utan spår                      |                    |                   |
| 2008 | Elegy – Skönhetens makt        |                    |                   |
| 2008 | Pathology                      |                    |                   |
| 2008 | The Midnight Meat Train        |                    |                   |
| 2009 | Underworld: Rise of the Lycans |                    |                   |
| 2009 | Crank: High Voltage            |                    |                   |
| 2009 | The Ugly Truth                 |                    |                   |
| 2009 | Gamer                          |                    |                   |
| 2009 | Fame                           |                    |                   |
| 2011 | The Lincoln Lawyer             |                    |                   |
| 2012 | Underworld: Awakening          |                    |                   |
| 2012 | Lovligt byte                   |                    |                   |
| 2012 | Gone                           |                    |                   |
| 2012 | Stand Up Guys                  |                    |                   |
| 2014 | I, Frankenstein                |                    |                   |
| 2014 | Walk of Shame                  |                    |                   |
| 2015 | The Age of Adaline             |                    |                   |
| 2015 | The Vatican Tapes              |                    |                   |
| 2016 | The Boy                        |                    |                   |
| 2016 | American Pastoral              |                    |                   |
| 2016 | Underworld: Blood Wars         |                    |                   |
| 2018 | Adrift                         | Exekutiv producent |                   |
| 2018 | A.X.L.                         |                    |                   |
| 2018 | Peppermint                     |                    |                   |
| 2019 | The Wedding Year               |                    |                   |
| 2020 | Brahms: The Boy II             |                    |                   |
| 2023 | 57 Seconds                     |                    |                   |

### TV
| År   | Titel              | Kredit             | Noter   |
| ---- | ------------------ | ------------------ | ------- |
| 1996 | Gotti              | Exekutiv producent | TV-film |
| 1997 | Big Tits           | Exekutiv producent | TV-film |
| 1998 | Great Performances | Exekutiv producent |         |
| 1999 | Vendetta           | Exekutiv producent | TV-film |
| 2001 | Wild Iris          | Exekutiv producent | TV-film |
| 2018 | Heathers           | Exekutiv producent |         |